# August Sabac el Cher

August Sabac el Cher als Kammerdiener in „orientalischer Tracht“

August Albrecht Sabac el Cher (* um 1836 in Kurdufan (Ägypten, heute Sudan); † 21. September 1885 in Berlin) war Kammerdiener des preußischen Prinzen Albrecht. Er gilt als der früheste herausragende Vertreter der afrikanischen Diaspora in Berlin und neben Anton Wilhelm Amo als einer der ersten gesellschaftlich integrierten Afrodeutschen.

## Herkunft

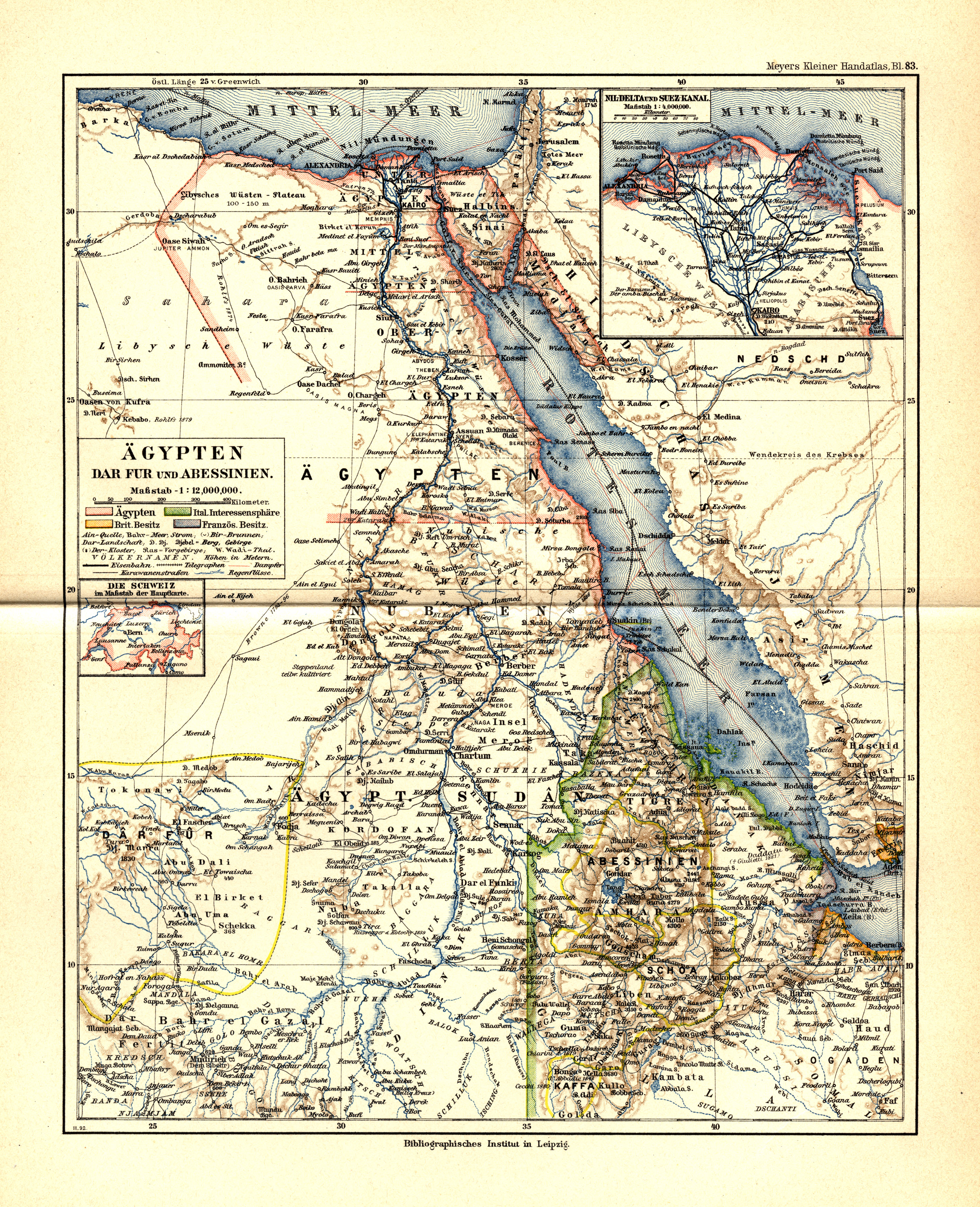
Karte Ägyptens (19. Jahrhundert)

August Sabac el Cher wurde um 1836 in der damaligen südägyptischen Provinz Kurdufan (in der nebenstehenden Karte mit Kordofan bezeichnet) geboren. Nach der Familienlegende stammte er aus einer nubischen Scheich-Dynastie. Sein Vater soll in einem Aufstand gegen die ägyptische Besatzungsmacht gefallen sein, weshalb seine Mutter einem alten Brauch gemäß Suizid beging. Der Sohn dieser Verbindung soll von den siegreichen Ägyptern nach Kairo verbracht worden sein, um dort an einer Kadettenanstalt erzogen zu werden. Aufgrund zeitlicher Unstimmigkeiten ist der Wahrheitsgehalt dieser Überlieferung umstritten.

## Als „Geschenk“ für Prinz Albrecht
Prinz Albrecht von Preußen, der jüngste Bruder des Königs Friedrich Wilhelm IV., reiste im Februar 1843 mit zwei Offizieren und einigen Dienern über Genua nach Ägypten. Wenige Monate zuvor hatte der Ägyptologe Karl Richard Lepsius mit archäologischen Ausgrabungen begonnen. Das Interesse am Orient war in der preußischen Hauptstadt en vogue, weshalb sich auch Prinz Albrecht zu einer Expedition aufmachte. Am 25. Februar 1843 traf die preußische Delegation in Alexandria ein, um nach Kairo weiterzureisen. Ägypten stand zu dieser Zeit als osmanisches Vizekönigreich unter der Herrschaft von Muhammad Ali Pascha, der seine absolute Machtstellung durch Modernisierungen im Innern festigte.
Im März 1843 wurde Prinz Albrecht in der Kairoer Zitadelle von Muhammad Ali mit allen Ehren empfangen. Am Ende der Audienz beschenkte der Vizekönig seinen Gast auch mit einem kleinen nubischen Beduinenjungen, der zuvor am ägyptischen Hofe Unterricht erhalten hatte. Das Verschenken von „Mohrenkindern“ war zur damaligen Zeit keine Seltenheit. Der preußische Prinz wählte als Namen die einzige arabische Wendung aus, die er kannte: Sabac el Cher (vom arabischen صباح الخير, DMG ṣabāḫ al-ḫair), was Guten Morgen bedeutet.
Die Reisegruppe fuhr mit einem Raddampfer unter preußischer Flagge entlang kleiner Siedlungen nilaufwärts. In Assiut erfolgte ein weiterer Landgang, um einige Grabanlagen zu besuchen. In den folgenden Wochen reiste die Gruppe um Prinz Albrecht über Assuan weiter nach Abu Simbel, das für diesen den Höhepunkt der Ägypten-Reise darstellte. Er war hingerissen von den „ungeheuren unterirdischen Gemächern [und den] herrlichen Säulenreihen“. Seine Reiseaufzeichnungen zeugen allerdings bis zu diesem Zeitpunkt eher von gedrückter Stimmung ob des Schmutzes und der „Wüstenei“.

August Sabac el Cher zu Füßen des Prinzen Albrecht in Chan Yunis

Von Wadi Halfa, jenseits des Ersten Nil-Kataraktes, traten sie den Rückweg an. Im April 1843 traf man wieder in Kairo ein. Die Reisegruppe vereinigte sich dort mit der Expedition von Lepsius. Gemeinsam erklomm man als Abschluss des Aufenthaltes in Ägypten die Cheops-Pyramide. An einem der folgenden Tage brach die Gesellschaft in Richtung Palästina auf. Mit einer Kamelkarawane zog man über Sues, Gaza und Ramla bis nach Jerusalem. Dieser Abschnitt der Reise wurde auch durch Bilder dokumentiert. Eines davon zeigt August Sabac el Cher in Chan Yunis (heute im Gazastreifen) zu Füßen des Prinzen, mit dem Stopfen einer Pfeife beschäftigt.
In Jerusalem besuchte die gesamte Reisegruppe den Felsendom und die Grabeskirche. Entlang der Ruinen von Jericho und des Jordans führte die Route nach Jaffa. Am 11. Mai 1843 traf die Gesellschaft in Haifa ein, von wo aus es über Tiberias bis nach Damaskus weiterging. Dort wurde die preußische Delegation feierlich verabschiedet. Prinz Albrecht und seine Entourage schifften sich anschließend in Beirut ein. Auf der Heimreise verbrachten sie im Juni 1843 einige Tage in Konstantinopel, wo sie das Bad an den Dardanellen genossen. Nach Stationen in Athen und Wien traf die Reisegruppe im August 1843 wieder in Berlin ein. Der nubische Junge Sabac el Cher hatte Prinz Albrecht die gesamte Reise über begleitet und ihm zu Diensten gestanden. Mit ihm verließ er für immer sein Heimatland.

## Karriere am preußischen Königshof

### Als Lakai im Prinz-Albrecht-Palais

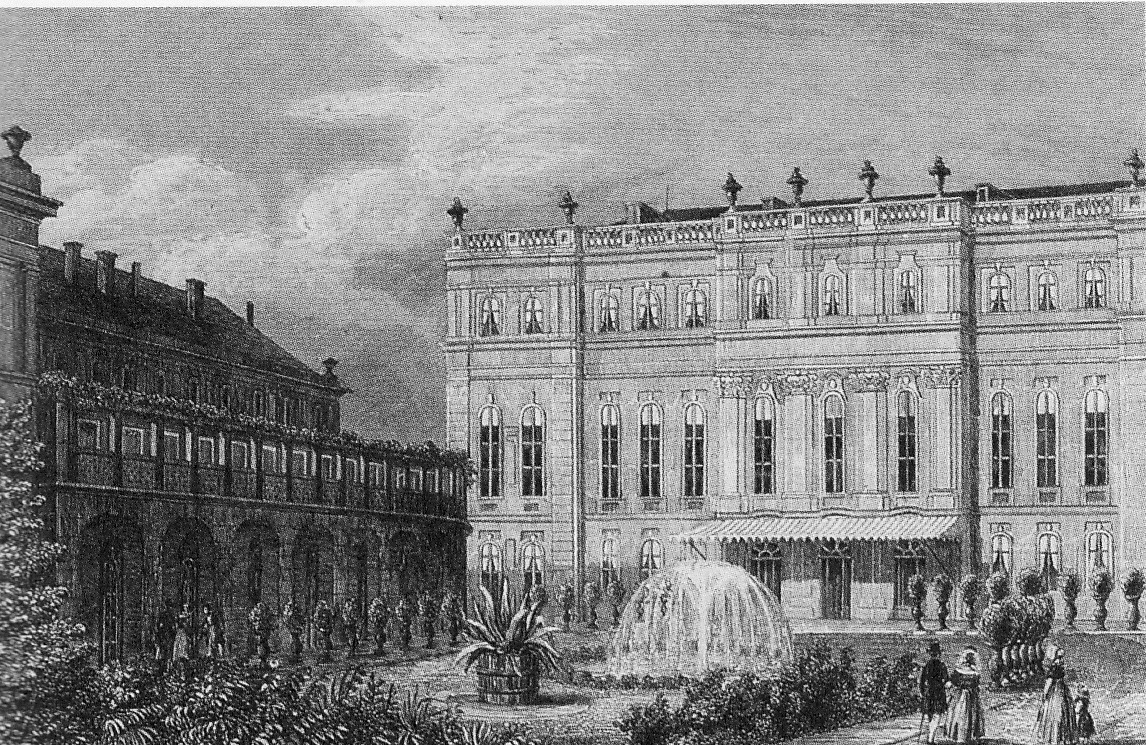
Das Prinz-Albrecht-Palais in Berlin – neuer Wohnort Sabac el Chers

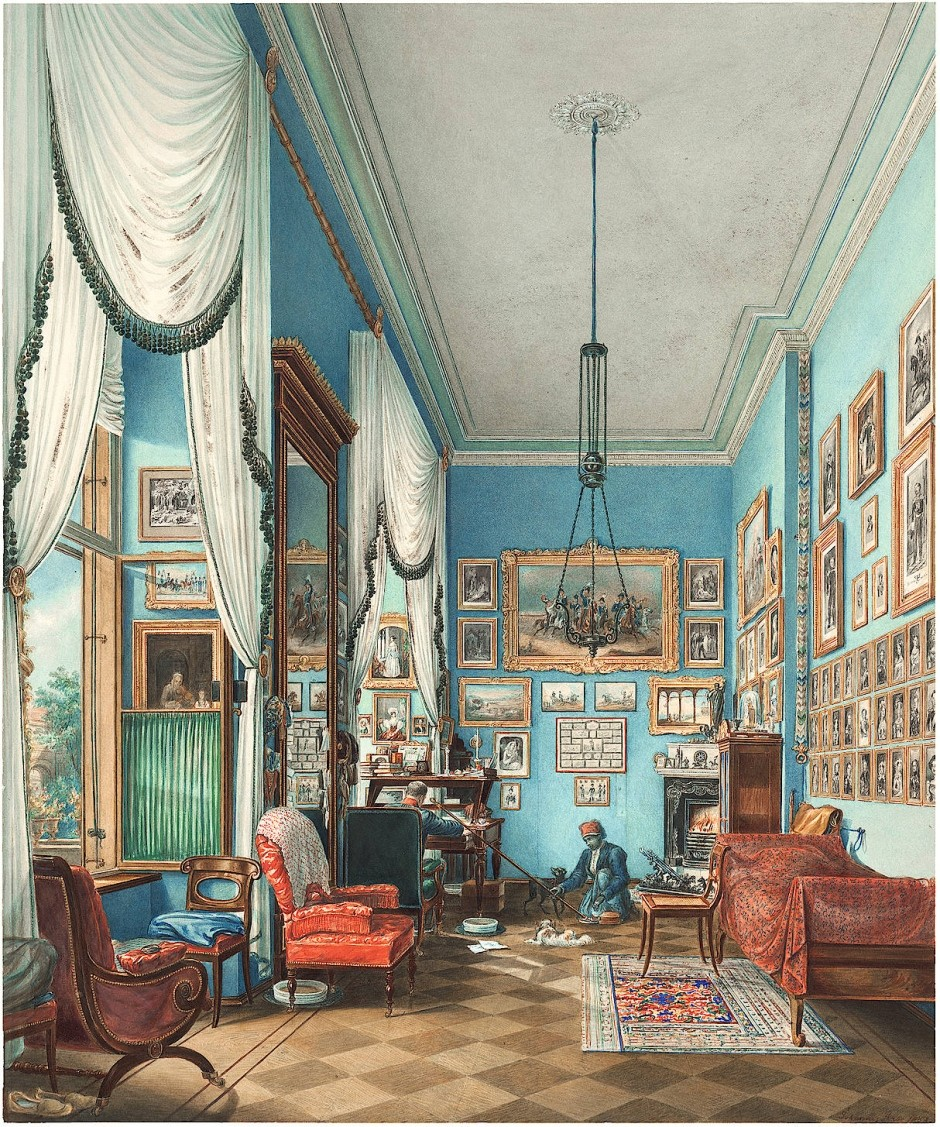
Johannes Rabe: Prinz Albrecht in seinem Arbeitszimmer (1853); neben dem Schreibtisch Sabac el Chers

In Berlin wurde das jüngste Mitglied des Prinzen-Hofstaats einer ärztlichen Untersuchung unterzogen. Sein Alter wurde auf sieben Jahre geschätzt. Sabac el Cher sollte auch in Preußen weiterhin als Diener des Prinzen Albrecht arbeiten. Daher wohnte er seit dem Tag seiner Ankunft unter dem Gesinde im Prinz-Albrecht-Palais. Im unmittelbaren Umfeld des Hofes in der preußischen Hauptstadt wuchs er auf und wurde in deutscher Sprache und christlicher Religion unterrichtet. Seine Erziehung erfolgte durch Privatlehrer bei Hofe und war – der preußischen Tradition entsprechend – streng und auf unbedingte Disziplin ausgerichtet. Im Gegensatz zu zahlreichen an europäische Adelshäuser verschleppten afrikanischen Kindern vor ihm litt er offensichtlich nicht unter dem fremden Klima und dem Kulturschock, sondern fügte sich ein und wurde als „aufmerksamer Schüler“ bezeichnet.
Als 1848 die Märzrevolution ausbrach, blieb das Prinz-Albrecht-Palais von einem Angriff verschont. Nach gewaltsamer Beendigung der Revolution stiftete König Friedrich Wilhelm IV. eine Gedenkmünze am Band für die Verteidiger des Königshauses, die Sabac el Cher wie allen Dienern des Prinzen Albrecht verliehen wurde. Am 28. Mai 1851 begann für ihn die Laufbahn als Kammerdiener im Prinz-Albrecht-Palais. Der 15-jährige Sabac el Cher wurde als Lakai einem Offizianten unterstellt. In seinem Aufgabenbereich lagen von Anfang an zahlreiche Tätigkeiten, wie zum Beispiel Putzen und den Tisch zu decken. Als „Kammermohr“, wie es sie in Brandenburg-Preußen schon zu Zeiten des Großen Kurfürsten gegeben hat, wurde ihm jedoch von allen Seiten besondere Aufmerksamkeit gewidmet. Fremdenfeindliche Ressentiments ihm gegenüber sind nicht überliefert.
Im April 1852 fand die protestantische Taufe im kleinen Kreis im Prinz-Albrecht-Palais statt. Sabac el Cher – damals 16 Jahre alt – erhielt die Vornamen August und Albrecht. Seine Kirchgemeinde war die der traditionsreichen Jerusalemkirche in Berlin-Friedrichstadt. Taufpate war in erster Linie August Ferdinand Ströhmer, Fourier des Prinzen Albrecht, in dessen Obhut Sabac el Cher vermutlich schon in Ägypten gegeben worden war und dessen Vornamen er erhielt. Vermutlich sah er in Ströhmer eine Art Ziehvater. Als weitere Taufzeugen werden August Ferdinand Ströhmers Tochter und der Kammerdiener Adolph Otto genannt.
Die Ehe des Prinzen Albrecht mit Marianne von Oranien-Nassau bestand zu diesem Zeitpunkt schon lange nur noch auf dem Papier. Beide gaben sich anderweitigen Liebschaften hin und duldeten dies gegenseitig. Bereits am 28. März 1849 war die Ehe vor dem Berliner Kammergericht geschieden worden, doch erforderte eine Scheidung im Königshaus die Gegenzeichnung durch Friedrich Wilhelm IV., der dazu erst 1853 bereit war. Prinzessin Marianne zog auf das Schloss Reinhartshausen im Rheingau, während Albrecht seine langjährige Geliebte Rosalie von Rauch im Herzogtum Sachsen-Meiningen zu seiner zweiten Frau nahm. Friedrich Wilhelm IV. verbannte die neue Ehefrau (mittlerweile Gräfin von Hohenau) seines Bruders „für immer von den preußischen Grenzen“. Das Paar zog in das neu ausgestattete Schloss Albrechtsberg bei Dresden, wohin August Sabac el Cher wie das gesamte Gesinde ihnen folgte. Prinz Albrecht musste allerdings häufig zwischen Berlin/Potsdam und Dresden pendeln, da er nach wie vor bei Hofe Präsenzpflicht hatte. Auf diesen Bahnreisen begleitete ihn sein Diener Sabac el Cher.

### Im Kaukasus

Im Kaukasus – auf dem Kutschbock ist August Sabac el Cher zu erkennen (mit rotem Fes)

Oft besuchte Prinz Albrecht seine Schwester Charlotte von Preußen, die seit 1825 als Gemahlin Nikolaus I. russische Zarin war. Nikolaus I. war an der Durchsetzung des russischen Einflusses im Kaukasus besonders interessiert. Seit Jahren kämpfte die Armee des Zaren gegen die Tscherkessen. Der 53-jährige Prinz Albrecht erhielt 1862 zum ersten Mal Gelegenheit, sein militärisches Können unter Beweis zu stellen. Gemeinsam mit seinem Gefolge, darunter auch August Sabac el Cher, schiffte er sich in Budapest ein. Die Donau hinab ging es bis in die rumänische Stadt Galați. Von dort ging die Reise mit Kutschen nach Odessa weiter. Nach mehreren Reisewochen traf die Gruppe im Oktober 1862 in Stawropol, dem Hauptquartier der russischen Kaukasus-Truppen, ein.
Da die russischen Generäle eine Operation Anfang November für sinnvoller erachteten, begab sich die preußische Delegation auf eine sechswöchige Rundreise, die sie – von Kosaken eskortiert – zu den Mineralbädern des Kaukasus führte, so nach Mineralnyje Wody und Pjatigorsk. Über Tiflis und Baku reiste August Sabac el Cher mit der Gruppe des Prinzen bis zum Berg Ararat.
Die dichte Bewaldung des Kaukasus bot den Bergvölkern gute Voraussetzungen für einen ausdauernden Guerilla-Krieg gegen die Russen. Diese gingen mit besonderer Grausamkeit nach dem Prinzip der Verbrannten Erde vor. Felder, Wälder und Dörfer wurden kurzerhand dem Erdboden gleichgemacht, um sie in „ein offenes, allen Truppengattungen zugängliches Terrain“ zu verwandeln. Am 12. November begann der Einsatz des Prinzen Albrecht. Auf dem Weg von Stawropol verunglückte seine Kutsche jedoch, wobei wahrscheinlich auch August Sabac el Cher Verletzungen davontrug. Dennoch bestand Prinz Albrecht auf der militärischen Unternehmung. In Vertretung des russischen Befehlshabers nahm er einige bereits verlassene Dörfer ein und entschied mehrere Scharmützel für die russische Armee. Nach Beendigung des Unternehmens verlieh Zar Nikolaus I. seinem Schwager die russische Militärauszeichnung, den Orden des Heiligen Georg. August Sabac el Cher erhielt von der Zarin eine goldene Taschenuhr, die die beiden Weltkriege überdauerte und bis heute in Familienbesitz ist.

### Teilnahme an den deutschen Einigungskriegen

1867 heiratete August Sabac el Cher die Berlinerin Anna Maria Jung

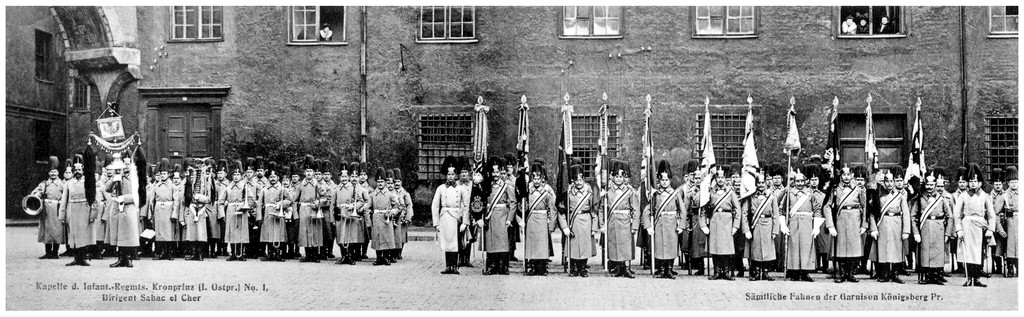
August Sabac el Chers Sohn Gustav Sabac el Cher dirigiert die Kapelle des Grenadier-Regiment Kronprinz (1. Ostpreußisches) Nr. 1. (links neben dem Schellenbaumträger) in Königsberg anlässlich einer Garnisionsschau

Zwei Jahre nach dem Aufenthalt im Kaukasus nahm August Sabac el Cher 1864 in preußischer Uniform am ersten deutschen Einigungskrieg, dem Deutsch-Dänischen Krieg, teil. An der Seite von Prinz Albrecht diente er vorwiegend im Hauptquartier und stand nicht im direkten Gefecht. Anders im Jahre 1866: In der Schlacht von Königgrätz focht er in einem Infanterie-Korps. Für seinen Einsatz erhielt er das Erinnerungskreuz für Kombattanten. Sein Dienstherr wurde mit dem Pour le mérite ausgezeichnet.
Am 25. November 1867 heiratete August Sabac el Cher die 24-jährige Berlinerin Anna Maria Jung in der Dreifaltigkeitskirche in der Mohrenstraße. Als Kammerdiener im Prinz-Albrecht-Palais war Sabac el Cher für die Tochter eines wohlhabenden Textilkaufmanns eine gute Partie, die Kontakte zum Königshaus und ein sicheres Einkommen versprach. Zum Zeitpunkt der Hochzeit war sie zudem bereits im sechsten Monat schwanger. Am 10. März 1868 erblickte Gustav Sabac el Cher das Licht der Welt. 1869 schenkte Anna Sabac el Cher einer Tochter das Leben, die auf den Namen Elise Bertha Charlotte getauft wurde. Am 6. August 1875 wurde die gemeinsame Tochter Gertrud Julie Anna geboren, die aber bereits am 25. Oktober 1880 verstarb. Wie der schwarze Schwiegersohn in der Familie Jung aufgenommen wurde, ist nicht mehr festzustellen. Für die Liebe den Enkelkindern gegenüber gibt es aber zahlreiche Zeugnisse.
1870 zog Sabac el Cher in den Deutsch-Französischen Krieg: Mit Prinz Albrecht nahm er an der Belagerung von Metz, dem Gefecht bei Artenay, der Schlacht bei Loigny und Poupry und der Schlacht von Orléans teil. Er erhielt zahlreiche militärische Auszeichnungen, darunter auch das Eiserne Kreuz. 1870/71 war Albrecht von seinem Bruder Wilhelm, der 1861 Friedrich Wilhelm IV. auf den Thron gefolgt war, nicht ins Hauptquartier attachiert worden. Mit dem aktiven Kampfgeschehen übernahm er sich jedoch und brach am 18. Januar 1871 bei Paris zusammen. Am 16. Juli erlitt er einen Schlaganfall. Den Folgen seines zweiten Schlaganfalls am 8. September 1872 erlag Prinz Albrecht am 14. Oktober 1872.

### Nach dem Tod Prinz Albrechts

Naturalisationsurkunde August Sabac el Chers

Der nubische Junge Sabac el Cher hatte als Diener im Umfeld des Königshauses eine große Karriere gemacht, die mit dem Tod seines Dienstherrn nicht zu Ende ging. Dessen ältester Sohn Albrecht ernannte August Sabac el Cher 1873 zum Silberverwalter des Prinz-Albrecht-Palais. Mit dem hohen Jahreseinkommen von 600 Goldmark, das durch zahlreiche Gratifikationen aufgestockt wurde, konnte die Familie ein wirtschaftlich sorgenfreies Leben führen. Mit dem beruflichen Aufstieg war nun auch ein Umzug in eine eigene Wohnung möglich. Hatte Sabac el Cher als Kammerdiener vor allem durch seine „Exotik“ (er arbeitete oft in orientalischen Fantasie-Trachten) geglänzt, wurde ihm nun eine herausgehobene Stellung zuteil: Er erhielt die Oberaufsicht über sämtliches Silber, Porzellan, Tafelaufsätze und Glas des prinzlichen Haushaltes. Ihm waren mehrere Silberbediente und Silberwäscherinnen unterstellt.
1876 schied August Sabac el Cher aus dem Dienst bei Hofe aus – vermutlich aus gesundheitlichen Gründen. Am 25. Oktober 1882 erhielt er, der alle deutschen Einigungskriege miterlebt hatte, für sich und die beiden Kinder die Naturalisationsurkunde des Berliner Polizeipräsidenten. Damit war er rechtlich als preußischer Bürger gleichgestellt.
Am 21. September 1885 verstarb Sabac el Cher in seiner Wohnung in der Berliner Bergmannstraße. Das Kirchenbuch nennt Magenkrebs als Todesursache. Sein Grab auf dem Friedhof der Dreifaltigkeitsgemeinde existiert heute nicht mehr. Seine 42-jährige Witwe heiratete kein zweites Mal. Sein Sohn Gustav (1868–1934) wurde im Deutschen Kaiserreich ein berühmter Militärmusiker. Seine Tochter Elise bekam am 27. Februar 1891 eine uneheliche Tochter, Gertrud Anna Minna, die 1912 den Bankbeamten Karl-Egon Horn heiratete. Bis heute leben Nachfahren des „kleinen nubischen Jungen“ in Deutschland. 
August Sabac el Cher war einer der ersten gesellschaftlich integrierten Afrodeutschen in Berlin. In der Geschichte der afrikanischen Diaspora in Deutschland kommt ihm somit besondere Bedeutung zu. Seine Lebensgeschichte zeichnet das Bild eines preußischen Patrioten. Seit 2006 fand eine posthume Würdigung seines Lebens statt, die zahlreiche Veröffentlichungen über Afrodeutsche und ein Werk über die Familie Sabac el Cher mit sich brachte.

## Filmographie
- Preußisches Liebesglück. – TV-Dokumentationsfilm (58 Minuten). RBB Deutschland 2007. Autor: Gorch Pieken, Sönke el Bitar. Regie: Sönke el Bitar.